# 炎の旅路
『炎の旅路』（ほのおのたびじ）は、1990年1月4日から3月30日まで、フジテレビ系列で放送された東海テレビ、にっかつ撮影所共同製作の昼ドラマである。『エデンの東』を下敷きに製作された。

## 概要
小泉病院の院長、小泉健造の再婚相手の息子亮と、前妻との間に出来た息子、信一と幼馴染の千春との愛憎を描いたドラマ。
物語は全3部構成で描かれ、第1部は、健造を主役として物語が進行し、第2部・第3部は大人になった亮と千春が主役の設定となっている。

亮は優秀な外科医、千春は薬剤師、また信一は産婦人科医である。お互いにひかれあっていた亮と千春であったが、幼少の時から亮を毛嫌いし、都合の悪い事や自分の犯した罪を全て異母弟に押し付けてきた信一が謀略で亮を陥れた上に千春を奪い、千春は信一の妻となってしまう。だが、その夫婦生活は幸せなものではなかった。また千春を失った亮には、雑誌編集長の日下美緒との出会いが待っていた。やがて亮は信一が不正をしている事実を突き止め、勧告するも亮を嫌う信一は聞く耳を持たなかったため、因果応報となって破滅する。

しかし、千春は完全に信一に情を移してしまっていたことから、亮への想いは微塵もないこと、さらには信一と二人で離島に診療所を開いて再出発することを伝えることで亮を拒絶。亮の長年に渡った想いは儚く散り、希望は無惨に打ち砕かれた。

かくして、最後の望みであった千春に拒絶された亮は医者の道を邁進することを決意し、美緒を捨てる。

そして一生癒えぬ傷と孤独を胸に、亮は単身、ニューヨークへと旅立っていくのだった……。

### キャスティング
2000年代以降はVシネマ等での強面の男性役が多い竹内力がこの作品では、熱血且つ正義感に燃える医者役を演じている。父健造を演じた山口崇は山口本人の特技である尺八を披露した。広岡瞬は、利己的で、父から継いだ権力をふるうも、人間として強くなりきれない人物である信一を演じた。また、高林由紀子がナレーションを担当、独特の語り口がストーリーを引き立てている。

### 放送回数
本放送枠の放映作品は全65回が主流となっているが、本作は年末年始特番の編成の関係から通常より3回少ない全62回となっている。

## 出演
- 早川千春：南條玲子[1]
- 小泉亮：竹内力[1]
- 小泉信一：広岡瞬[1]
- 小泉健造：山口崇[1]
- 鮎川いずみ[1]
- 小泉房江：李麗仙[1]
- 日下美緒：藤吉久美子
- 黒部進
- 石田登星
- 早川加代：岩本多代[1]
- 遠藤憲一
- 沢井孝子（現・澤井孝子）
- 丸岡奨詞
- 田中雅子
- 小河麻衣子
- 遠野凪子
- ナレーション：高林由紀子

他

## スタッフ
- 脚本:国弘威雄[1]、横光晃[1]、田代淳二[1]
- 演出:松生秀二、小野俊和、西村昭五郎、池田賢一、牧時範
- 音楽:渡辺博也[1]
- プロデューサー:佐藤敦、両沢和幸、小野俊和
- 技術協力:東通
- 制作:東海テレビ、にっかつ撮影所